# Maurits Lieftinck
Maurits Anne (Maus) Lieftinck (Amsterdam, 18 september 1904 – Rhenen, 13 april 1985) was een Nederlands bioloog, bestuurder en zoöloog. Lieftinck speelde in het Nederlands-Indië  een belangrijke rol in de entomologie en was van 1947 tot 1954 de meest invloedrijke zoöloog van Indonesië.

## Leven en werk
Dr. Lieftinck werd in 1904 in Amsterdam geboren als een zoon van Gerard Lieftinck (1875-1957), een ondernemer en directeur van de tabaksmakelaardij J.H. Lieftinck & Zoon, en Elisabeth Esser (1878-1963). In 1929 werd Maurits Lieftinck benoemd tot entomoloog aan het Zoologisch Museum te Buitenzorg, in het toenmalig Nederlandsch-Indië. Lieftinck was medeoprichter van de Nederlandse Jeugdbond voor Natuurstudie en lid van de Nederlandse Entomologische Vereniging. Het werk wat Lieftinck heeft verricht werd ook internationaal erkend en daarom verleende de Universiteit van Bazel hem op 26 november 1950 het eredoctoraat. In 1954 keerde Lieftinck terug naar Nederland en hij werd daar aangesteld als conservator aan het Rijksmuseum van Natuurlijke Historie.

### Libellen
Al vanaf zijn jeugd was hij geïnteresseerd in dieren en insecten. Op veertienjarige leeftijd werd hij gestimuleerd door zijn plant- en dierkunde leraar Jacob Heimans, aan het Amsterdams Lyceum, om libellen te gaan bestuderen. Reeds op 21-jarige leeftijd publiceerde hij in 1925 het eerste standaardwerk over de Nederlandse libellen "Odonata Neerlanica". In de loop van zijn leven heeft hij meer dan 300 artikelen gepubliceerd, waarin hij met name uit zuidoost Azië meer dan 500 nieuwe libellensoorten en 22 nieuwe libellengenera heeft beschreven. Het libellengenus Lieftinckia en meer dan tien andere libellensoorten zijn naar hem vernoemd. Daarnaast was hij ook specialist op het gebied van vliesvleugeligen en hij heeft in de laatste jaren van zijn leven enkele korte natuurfilms gemaakt.

## Persoonlijk
Op 24 maart 1950 kreeg hij van de Universiteit van Basel, de graad van Doctor honoris causa. Op 1 maart 1969 werd Maurits Lieftinck in Nederland gepensioneerd en werd toen benoemd tot officier in de Orde van Oranje-Nassau. Hij was getrouwd met  C.M. (Corry) van Veen en samen waren ze na zijn pensionering woonachtig in de Nederlandse plaats Rhenen. Hij was een broer van de hoogleraar Gerard Isaac Lieftinck. Lieftinck overleed op een leeftijd van 81 jaar. 
- Biografisch Portaal: 33628326
- Gemeinsame Normdatei: 119166879
- International Standard Name Identifier: 0000 0000 1041 5112
- Library of Congress Control Number: no94043940
- Nederlandse Thesaurus van Auteursnamen: 107409321
- Système universitaire de documentation: 204005795
- Virtual International Authority File: 62352433
- WorldCat: E39PBJbM9xWdmQkGdFGgQtDH4q